# 塞尔 (奥德省)
塞尔（法語：Serres，法語發音：[sɛʁ] ⓘ）是法国奥德省的一个市镇，属于利穆区。

## 地理
塞尔（42°56'48"N, 2°19'29"E）面积4.06 平方千米，位于法国奧克西塔尼大區奥德省，该省份为法国南部沿海省份，北起塔恩省，西北接上加龙省，西接阿列日省，南至东比利牛斯省，东临地中海，东北与埃罗省接壤。
与塞尔接壤的市镇（或旧市镇、城区）包括：卡赛涅、佩罗勒、雷恩莱班。
塞尔的时区为UTC+01:00、UTC+02:00（夏令时）。

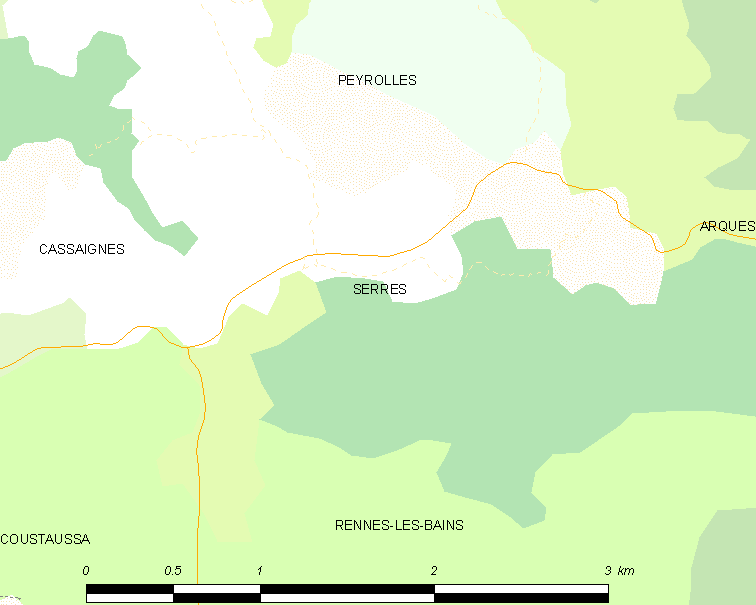
塞尔的OSM定位图

## 行政
塞尔的邮政编码为11190，INSEE市镇编码为11377。

## 政治
塞尔所属的省级选区为上奥德河谷县。

## 人口

1962-2008年间塞尔人口变化图示

塞尔于2022年1月1日时的人口数量为88人。